# أحمد صالح أحمد العقيلي
أحمد صالح أحمد العقيلي (1968 - 2018 ) ضابط عسكري يمني، تولى قيادة اللواء 153 مشاة خلال الحرب الأهلية اليمنية، وقتل في 22 يونيو في معركة البيضاء بلغم أرضي.

## مناصب وأدوار
تقلد عددا من الوظائف والمناصب:
- قائد اللواء 153 مشاة.